# موزه پتالینگ جایا
موزه پتالینگ جایا (به انگلیسی: Petaling Jaya Museum) (مالایی:Muzium Petaling Jaya) یک موزه در شهر پتالینگ جایا، منطقه پتالینگ، ایالت سلانگور، مالزی است. این موزه تاریخچه و توسعه پتالینگ جایا را در معرض دید قرار داده است.

## تاریخچه
این ساختمان در سال ۱۹۸۰، در ابتدا تحت عنوان سرای مطالعه خردسالان ایجاد شد، در سال ۱۹۹۲ به علت موقعیت مکانی آن، از فعالیت سرای مطالعه خردسالان خارج شد و تحت تصاحب دپارتمان محیط زیست قرار گرفت. مدتی بعد این ساختمان در اختیار مرکز آموزش طبیعت قرار گرفت. در سال ۲۰۰۷، این ساختمان به اداره موزه واگذار شد و به موزه تبدیل گردید. در ماه اکتبر ۲۰۰۷، کار بازسازی و ساخت و ساز این ساختمان به پایان رسید و موزه در روز ۱۲ نوامبر ۲۰۰۷ به‌طور رسمی افتتاح شد. این موزه مدتی بعد به خاطر بازسازی دوباره تعطیل شد و در ماه آوریل ۲۰۱۶، دوباره بازگشایی شد.

## نمایشگاه
موزه توسعه تاریخی پتالینگ جایا را در سه بخش خاستگاه پتالینگ جایا، زمامداری در پتالینگ جایا و توسعه پتالینگ جایا را در معرض دید بازدیدکنندگان قرار داده است.

## زمان بازدید
بازدید از موزه رایگان است و زمان آن، هر روز از ساعت ۹ صبح تا ۵ عصر، به جز روز جمعه و تعطیلات عمومی می‌باشد.